# Fury Records
Fury Records — американський лейбл звукозапису, заснований 1957 року.
Засновником лейблу Fury Records став американський музичний підприємець Боббі Робінсон. В 1940-ві роки він мав власний музичний магазин в нью-йоркському Гарлемі, а у 1950-ті почав шукати талановитих музикантів та самостійно видавати їхні записи. Першими лейблами звукозапису, які Робінсон створив разом із братом Денні, були Robin Records (1951) та Whirlin' Disc Records (1956).
1957 року Боббі Робінсон започаткував лейбл Fury Records, на якому виходили записи таких виконавців, як Гледіс Найт та Вілберт Гаррісон. Найбільшим хітом лейблу стала пісня «Kansas City» у виконанні Гаррісона, яка очолила чарти R&B та попмузики. Проте виявилося, що у музиканта був контракт з  компанією Savoy Records, а сама пісня була запозичена в іншого авторського дуету. Через низку судових позовів лейбл Fury Records довелося закрити, а замість нього 1959 року Робінсон відкрив інший лейбл звукозапису Fire Records.